# Beaver Island (Falklandinseln)
Beaver Island (Englisch für Biber-Insel, Spanisch: Isla San Rafael) ist eine der Falklandinseln und liegt westlich von Weddell Island und südlich von New Island.

## Geschichte und Einwohner
Am Fish Creek im Südosten der Insel liegt Beaver Settlement, das über eine private Landebahn verfügt. Beaver Island wurde nach dem Walfangschiff „Beaver“ benannt, das angeblich als erster Walfänger Kap Hoorn umsegelte. Im Oktober 2006 wurde in der Nähe der Insel das Wrack einer vermissten französischen Yacht entdeckt.

## Fauna
Auf der Insel leben Eselspinguine, Argentinische Kampfüchse (eingeführt, nicht mit dem Falklandfuchs zu verwechseln), Wanderfalken, Schopfkarakara, Falklandkarakara, Guanakos, Ohrenrobben und Seevögel. Vor der Küste finden sich Tangwälder.